# عمر العقاد (نویسنده)
عمر العقاد (انگلیسی: Omar El Akkad؛ زادهٔ ۱۹۸۲ (۴۲–۴۳ سال)) رمان‌نویس و روزنامه‌نگار مصری کانادایی است. دومین رمان وی به نام چه بهشت عجیبی در سال ۲۰۲۱ برنده جایزه گیلر شد.